# PowerBook 100
PowerBook 100は、ソニーがApple向けに設計および製造し、1991年10月21日にネバダ州ラスベガスで開催されたCOMDEXコンピュータエキスポで発表されたポータブルパーソナルコンピュータである。PowerBook 100は、同時にリリースされた最初の3台のPowerBookのうちのローエンドモデルである。CPUや全体の速度は、前身の「Macintosh Portable」に近いものだった。モトローラの68HC000プロセッサ（16MHz）、2〜8MのRAM、9インチ（23cm）のモノクロバックライト付き液晶ディスプレイ（解像度640×400ピクセル）、OS「漢字Talk 6.0.7.1」を搭載していた。フロッピーディスクドライブは外付けの専用品が用意され、ポインティングデバイスのトラックボールをキーボードの前に配置して使いやすくするなど、独特のコンパクトなデザインが特徴だった。トラックボールは、PowerBook 140や170よりも一回り小さく、小さな鉄球による2点支持であったために、スムーズさに欠けていた。
1990年、AppleのCEO ジョン・スカリーは、マーケティング費用として100万ドルを計上し、PowerBookプロジェクトをスタートさせた。少ないマーケティング予算にもかかわらず、新しいPowerBookシリーズは成功を収め、初年度に10億ドル以上の収益をAppleにもたらした。ソニーは、Appleの社内デザインチームであるAppleインダストリアルデザイングループと共同でPowerBook 100をデザイン、製造した。1992年9月3日に生産を終了し、PowerBook 145とPowerBook Duoシリーズに取って代わられた。2006年にはPC WorldがPowerBook 100を史上10番目のPCに、2005年には米国のMobile PCがPowerBook 100を史上最高のガジェットに選ぶなど、そのデザイン性が何度も評価されている。

## 歴史
1990年以降、AppleのCEOだったジョン・スカリーは、新しいコンピューターをより早く市場に投入するために、製品開発を自ら監督するようになった。価格を下げ、ヒット商品を多く出すことで市場シェアを拡大するというのが彼の新しい戦略だった。1990年に発売されたデスクトップパソコン「Macintosh Classic」と「Macintosh LC」は、この戦略によって商業的に成功した。スカリーは、これらの製品の成功をAppleの新しいPowerBookラインで再現しようと望んでいた。
スカリーは、1990年にプロジェクトを開始し、1年以内にPowerBookを発売したいと考えていた。このプロジェクトには3人のマネージャーがいた。新型ノートパソコンのエンジニアリングを担当John Medica、プロダクトマーケティング担当副社長Randy Battat,、そしてマーケティング担当Neil Selvinである。1991年当時、ノートパソコン業界では、東芝とコンパックの2社が重量8ポンド（3.63kg）以下のモデルを発表していた。1991年、ノートパソコン業界のリーダー2社、東芝とコンパックは、8ポンド (3.63 kg)未満のモデルを発表した。それを知ったMedica、Battat、およびSelvinは、PowerBookを競合他社よりも意図的に軽くするように設計を指示した。
スカリーは、PowerBookシリーズに100万ドルのマーケティング予算を割り当てたが、これに対してMacintosh Classicのマーケティングには2,500万ドルが使われた。 Medica、Battat、Selvinは、視聴者が記憶しているであろうTV CM制作と放映に予算のほとんどを使用した。広告代理店のChiat/Dayは、引退したロサンゼルス・レイカーズのバスケットボールスター、カリーム・アブドゥル=ジャバーが小さな航空会社のコーチシートに不快に座っているが、PowerBookで快適に入力している様子を撮影した。広告のキャプションには「少なくとも彼の手は快適です」と書かれている。
Appleは1991年10月21日、ラスベガスで開催されたコンピューター博覧会「Comdex」で、PowerBook 140とPowerBook 170の2機種と同時にPowerBook 100を発表した。広告も製品も成功した。Appleは、初年度に20万台以上のPowerBookをアメリカで販売すると予測し、発売後3ヵ月で需要のピークを迎えるとした。1992年1月には、Appleは10万台以上のPowerBookを販売し、その頃に品薄状態になった。すぐに供給問題は解決され、PowerBookの売上は発売後1年で10億ドルに達した。Appleは、ポータブルコンピューターの世界出荷台数シェアで、東芝とコンパックを抜いてトップに立った。 PowerBook 100、140、170は、1992年のApple社の経済的成功に大きく貢献した。会計年度末には、Apple社は過去最高の数字を発表した。売上高は71億ドル、世界市場でのシェアは8％から8.5％に上昇し、過去4年間で最高となった。
しかし、PowerBook 100の当初の人気は長続きしなかった。PowerBook 100にはないフロッピーディスクドライブや2つ目のシリアルポートが内蔵されているため、顧客はより高い購入価格であるが1991年12月には上位機種のPowerBook 140や170の人気が高まった。1992年8月10日までにAppleはPowerBook 100を価格表からひっそりと削除したが、在庫分は販売を続けた。これらの店では、フロッピードライブ付きの4MB RAM/40MBハードドライブ構成が1,000ドル以下で在庫処分されていた（同様の2MB/20MB構成の当初の定価よりも1,500ドル以上安い）。
1992年9月17日、Appleは安全上の問題があるとして、6万台のPowerBook 100をリコールした。1991年10月から1992年3月までに製造された6万台のノートパソコンのうち3台で、電気がショートして筐体に小さな穴が開く現象が発生したと判明した。リコール当日、Appleの株価は1.25ドル安の47ドルで引けたが、アナリストの中にはリコールの重要性を否定する人もいた。さらに、電源ユニットには絶縁体の亀裂があり、マザーボード上のヒューズがショートするという問題があった。また、このコンピューターはマザーボード上の電源アダプターのソケットに亀裂が入りやすく、保証が切れた場合は400ドルのマザーボードを交換する必要があった。

## 特徴
PowerBook 100の内部構成は、「Macintosh Portable」をベースにしている。モトローラ社の68HC000 16MHzプロセッサを搭載し、メモリは2MB、内蔵フロッピーディスクドライブはなく、価格は約2,300ドルだった。外付けフロッピーディスクドライブは279ドルで販売された。  PowerBook 100のサイズは、Portableが奥行き37.7cm、幅38.7cm、高さ10.3cmであったのに対し、奥行き22cm、幅28cm、高さ4.6cmである。もう一つの大きな違いは、「Portable」（および「PowerBook 170」）で採用されていた高画質な代わりに高価なアクティブマトリクス方式ではなく、安価なパッシブマトリクス方式を採用したことである。PowerBook 100にはOSとして漢字Talk 6.0.7.1が標準搭載され、漢字Talk 7.5.5までのすべてのバージョンがサポートされていた。
PowerBook 100は、プリンターなどRS-422デバイスを使用するために設計され、外部シリアルポートが1つ用意された。また、Macintoshとしては初めて外部モデムポートを搭載しなかったは代わりにオプションの内蔵2400bpsモデムを提供した。その結果、印刷とAppleTalkや高速な外部モデムへのアクセスを同時に行うことはできず、また、高度なMIDIインターフェースなどは、両方のポートを専用に使用する必要があるため、使用することができなかった  ただし、サードパーティのシリアルモデムは、従来の機能を必要とする場合、モデム用スロットを利用して内蔵できる。
コンピュータを使用していないときでも、主電源である鉛蓄電池が充電されている限り、メモリの内容は保持される。PowerBook 100のPower Managerは、ロジックボード上のICで、電源管理を担当している。ディスプレイのバックライト、ハードディスクのスピンダウン、スリープ＆ウェイク、バッテリーの充電、トラックボールの制御、入出力（I/O）などを制御するもので、Macintosh Portableと同じである。更に、100には新しい機能が加わった。3.5Vのバッテリーは、PowerBook 100のバッテリー交換時や、一時的にすべての電源から切り離されたときに、パーマネントメモリや拡張ランダムアクセスメモリ（RAM）をバックアップする。起動時間を短縮するためにシャットダウン時にもRAMの内容を保持するのはPowerBook100だけだったので、ハードディスクへのアクセス頻度を減らしてバッテリーの持ちを良くするために、AppleのRAMディスクと併用するのに適していた。
PowerBook 100は、PowerBookとしては初めてSCSIディスクモードを搭載し、デスクトップのMacintoshで外付けハードディスクとして使用できるようになった。これにより、PowerBook 100のオプションであるフロッピーディスクドライブを使用せずに、ソフトウェアをPowerBookにインストールしたり、デスクトップに転送したりすることができるようになった。ただし、PowerBookシリーズのSCSI機器を使用するには、専用コネクタを持つSCSIケーブルが必要である。SCSIディスクモードには、もう1本の専用ケーブルが必要である。この機能は、Appleが1年以上後に新型PowerBookを発売するまで、100にしか搭載されていなかった。
PowerBook 100のQWERTY配列キーボードには、63キーのUS配列版（JIS配列は存在せず、カナ刻印があるのみ）と64キーの国際ISO配列版の2種類がある。PowerBook 100のcaps lockキーにはロック位置やその状態を示すライトがなく、それを補うためにOSソフト「System 7」には、Caps Lockが有効なときに国際的なcaps lockマーク（⇪）のアイコンをメニューバーの右上に表示させる拡張ファイルが含まれている。
PowerBook 100の内部構造は、Apple Wizzy Active Lifestyle Telephone（プロトタイプ）のベースとなった。

## デザイン
PowerBook 140と170は、いずれも100よりも先に、1990年3月から1991年2月にかけて、Apple Industrial Design Groupによってデザインされた。 PowerBook 100のデザインは、140や170の筐体開発で得た教訓を活かし、PowerBookラインに最初の改良を加えたものである。1990年9月から12月にかけてデザインされた100は、1984年からAppleが採用しているスノーホワイトデザイン言語を踏襲している。特に、2mmの隆起した稜線を10mm間隔で配置することで、既存の製品群との調和を図った。
Appleは1989年末、1991年に予定されていた新製品の数をこなすだけの技術者がいないという理由で、ソニーに開発を持ちかけた。Appleから送られてきたチップなどの部品リストを含む基本設計図と、Macintosh Portableのアーキテクチャを基に、ソニーがカリフォルニア州サンディエゴと日本で小型化して製造した、
ソニーの技術者は、パソコンを作った経験はほとんどなかったが、他のプロジェクトを中止してPowerBook 100を最優先にしたことで、Appleの最小・最軽量のマシンを13ヵ月以内で完成させた。社長の大賀典雄は、プロジェクトマネージャーの山本喜兵衛に、ソニーの各部門から技術者を集めることを許可した。
当時、Appleのインダストリアルデザイン責任者であったロバート・ブルーナーがデザインチームを率いて、トラックボールや御影石色など、このノートパソコンを開発した。ブルーナーは、「普通の本と同じように使いやすく、持ち運びしやすいように」PowerBookをデザインしたという。濃い御影石色は、当時の他のノートパソコンや、ベージュやプラチナグレーを基調としていたAppleの他製品とは一線を画していた。もう1つの新デザイン要素であるトラックボールは、コンピューターの中央に配置され、左利きと右利きの両方のユーザーがPowerBookを簡単に操作できるようにした。デザイナーは、ノートパソコンの全体的なデザインでファッション性を追求し、財布やブリーフケースのような個人的なアクセサリーになると考えた。ブルーナーは「それは、持っている人のアイデンティティについて何かを語る」と述べた。

## 評価
Home Office ComputingのCrystal Watersは、PowerBook 100の「ユニークで効果的なデザイン」を評価したが、内蔵モデムがFAXを受信できないことや、モニターポートがないことに失望した。また、容量の少ない20MBのハードドライブも批判された。中心的なアプリケーションをインストールしてしまうと、オプションのプログラムやドキュメントを入れるスペースがほとんどなくなってしまう。Watersはこう締めくくった。"この数週間、100を使い続けてみて、40MBのハードディスクがあれば、買っても損はしないと思った」。
PC WeekがPowerBook 100のベンチマークを行い、Macintosh Portableと比較した。PowerBook 100は、Microsoft Wordの文書を開くのに5.3秒、保存に2.5秒かかったのに対し、Macintosh Portableではそれぞれ5.4秒、2.6秒だった。PC Weekではバッテリー駆動時間をテストし、3時間47分の使用が可能だった。Byte誌のレビューでは、「PowerBook 100はワープロやコミュニケーションの作業にお勧め。上位製品は複雑なレポートや大きなスプレッドシート、プロフェッショナルなグラフィックに十分なパワーを提供する。」と結論づけた。MacWEEKは、「予算の限られたライターなどに最適」と評した。   
PowerBook 100は、マスコミからも高い評価を得てきた。2006年にはPC World誌がPowerBook 100を史上10番目に偉大なPCとし、2005年には米国のMobile PC誌がPowerBook 100をソニーのウォークマンやAtari 2600を抑えて史上最高のガジェットに選出した。PowerBook 100は、1999年IDSA Silver Design of the Decade賞、Form誌の1993年Designer's Design Awards、1992年ISDA Gold Industrial Design Excellence賞、1992年Appliance Manufacturer Excellence in Design賞、Industry Forum Design 10 Best - Hannover Fair賞など、複数のデザイン賞を受賞している。

## 仕様
|                | 仕様 |
| -------------- | --- |
| ディスプレイ   | 9インチ (23 cm)モノクロパッシブマトリックス（FSTN） LCD （バックライト）ディスプレイ、640×400 ピクセル解像度 |
| ストレージ     | 20, 40 MB 2.5”内蔵SCSIハードディスクドライブ 外付け3.5 "フロッピーディスクドライブ（オプション） |
| CPU            | 16MHz Motorola 68HC000 |
| バス速度       | 16MHz |
| RAM            | 2MB、8MBに拡張可能(100ns SIMMオプションの専用RAMスロット拡張カード) |
| ROM            | 256KB |
| ネットワーク   | AppleTalk 、オプションのモデム |
| 内蔵バッテリー | 2½–3¾時間7.2V密閉型鉛蓄電池 3.5Vのリチウムバックアップバッテリー |
| サイズ         | 奥行22 × 幅28 × 高さ4.6cm 2.3kg |
| I/Oポート      | ADB （キーボード、マウス）x 1 mini-DIN- 8 RS-422シリアルポート（プリンタ/モデム、 AppleTalk ）x 1 HDI-20外部フロッピードライブポート x 1 HDI-30コネクタSCSI （外付けハードドライブ、スキャナー）x 1 3.5mmヘッドフォンジャックソケット x1 |
| OS             | 漢字Talk 6.0.7.1, 7.1 - 7.5.5 |
| 拡張スロット   | シリアルモデム用 x 1 |
| オーディオ     | 8ビットモノラル22kHz |
| 機種ID         | 24 |
| コード名       | Elwood , Jake , O'Shanter＆Bess , Asahi , Classic , Derringer , Rosebud , Sapporo |

## 参照
- Macintosh Portable